# Ołeś Sanin
Ołeś Hennadijowycz Sanin (ukr. Олесь Геннадійович Санін; ur. 30 lipca 1972 w Kamieniu Koszyrskim) – ukraiński reżyser, aktor, operator filmowy, producent, muzyk i rzeźbiarz. Zasłużony Artysta Ukrainy. Laureat Ukraińskiej Nagrody Państwowej im. Ołeksandra Dowżenki.

## Życiorys
Urodził się w Kamieniu Koszyrskim w obwodzie wołyńskim. W 1993 roku ukończył Kijowski Państwowy Instytut Teatralny, Kinowy i Telewizyjny im. Iwana Karpenki-Karego w klasie aktorskiej (klasa Wałentyny Zymniej), w 1998 – kurs reżyserski filmów fabularnych (klasa Łeonida Osyki). Staże odbywał w Holandii i Stanach Zjednoczonych. W latach 1994–2000 pracował jako reżyser, operator filmowy, kierownik działu produkcji filmów fabularnych i dokumentalnych w ukraińskiej filii międzynarodowej organizacji Internews Network (obecnie Internews). Wyprodukował kilkadziesiąt filmów dokumentalnych (m.in. dla stacji Internews Network, Canal+, ukraiński kanał 1+1, NTV, TNT, POLSAT, DALAS studio, IKON, PRO Helvecia). Był operatorem paru filmów dokumentalnych. Wyreżyserował kilka krótkometrażowych filmów dokumentalnych i fabularnych.
Jest szefem ukraińskiego Stowarzyszenia Młodych Operatorów Filmowych.
Ołeś Sanin gra na bandurze, torbanie, lirze korbowej i kultywuje wołyńską tradycję lirników.
Przez jakiś czas sam sporządzał instrumenty muzyczne, kontynuując rzemiosło swojego dziadka. Pod pseudonimem Ołeś Smyk (ukr. Олесь Смик) należy do Kijowskiego Cechu Kobziarzy.
Jego debiut filmowy Mamaj (2003) był wyselekcjonowany jako oficjalny ukraiński kandydat do Oscara za najlepszy film nieanglojęzyczny.
Film Przewodnik o losach ukraińskich kobziarzy miał swoją światową premierę 10 października 2014 roku na 30. Warszawskim Festiwalu Filmowym.

## Nagrody i wyróżnienia
- Narodowa Nagroda im. Tarasa Szewczenki za film Dowbusz (ukr. Довбуш, 2023) wraz z kompozytorką i operatorem[2],
- Ukraińska Nagroda Państwowa im. Ołeksandra Dowżenki za film Mamaj (ukr. Мамай, 2003),
- Srebrny Medal Akademii Sztuki Ukrainy
- Srebrny Medal im. Braci Lumière.

## Filmografia

### Filmy fabularne
- 1995 – Atentat – osinnie wbiwstwo u Miuncheni (Zamach – jesienne zabójstwo w Monachium) (aktor)
- 2003 – Mamaj (reżyser, scenarzysta, aktor)
- 2012 – Matcz (Mecz) (drugi reżyser)
- 2013 – Przewodnik (ukr. Powodyr, abo kwity majut´ oczi, Przewodnik, albo kwiaty mają oczy) (reżyser, scenarzysta)
- 2023 – Dowbusz (ukr. Довбуш. "Таємниця Чорних гір", „Dovbush. Tajemnica czarnych gór”) (reżyser)

### Filmy dokumentalne
- 1994 – Matinka Nadija (Matula Nadia)
- 1994 – Buria (Burza)
- 1995 – Zymno (Zima)
- 1996 – Pustyń (Pustynie)
- 1998 – Tanok morża (Taniec morsa) (współautor)
- 1999 – Nacija. Łemky (Naród – Łemkowie)
- 1999 – Nacija. Jewreji (Naród – Żydzi)
- 1999 – Hrich (Grzech)
- 2000 – Rizdwo, abo jak hucuły kincia switu czekały (Boże Narodzenie albo o tym, jak Huculi czekali na koniec świata)
- 2001 – Аkwarel' (Akwarela)
- 2005 – Deń siomyj (Dzień siódmy) (reżyser)
- 2007 – Perebyżczyk (Uciekinier) (współautor wraz z Markiem Jonathanem Harrisem)